# Seven de Madrid 2021 (segunda edición)
El Seven de Madrid del 2021 fue la segunda edición del torneo de rugby 7 organizado por la Federación Española de Rugby y auspiciado por World Rugby.
Se disputó entre el 27 y 28 de febrero en las instalaciones del Estadio Nacional Complutense de Madrid, España.
La principal novedad en comparación con la edición de la semana anterior fue la incorporación del seleccionado de Chile en reemplazo del Francés.

## Equipos participantes
- Argentina
- Chile
- España
- Estados Unidos
- Kenia
- Portugal

## Resultados
| Pos. | Equipo         | Encuentros | Encuentros | Encuentros | Encuentros | Tantos  | Tantos    | Tantos     | Puntos |
| Pos. | Equipo         | jugados    | ganados    | empatados  | perdidos   | a favor | en contra | diferencia | Puntos |
| ---- | -------------- | ---------- | ---------- | ---------- | ---------- | ------- | --------- | ---------- | ------ |
| 1    | Argentina      | 5          | 5          | 0          | 0          | 142     | 31        | +111       | 15     |
| 2    | Kenia          | 5          | 4          | 0          | 1          | 108     | 82        | +26        | 12     |
| 3    | Estados Unidos | 5          | 3          | 0          | 2          | 99      | 79        | +20        | 9      |
| 4    | España         | 5          | 2          | 0          | 3          | 89      | 104       | -15        | 6      |
| 5    | Portugal       | 5          | 1          | 0          | 4          | 39      | 118       | -79        | 6      |
| 6    | Chile          | 5          | 0          | 0          | 5          | 36      | 99        | -63        | 0      |

Nota: Se otorgan 3 puntos al equipo que gane un partido, 1 al que empate y 0 al que pierda

### Partidos

#### Primer día
| 27 de febrero | Argentina | 35 - 7 | España |  |  |

| 27 de febrero | Estados Unidos | 12 - 7 | Chile |  |  |

| 27 de febrero | Kenia | 26 - 12 | Portugal |  |  |

| 27 de febrero | Argentina | 12 - 0 | Portugal |  |  |

| 27 de febrero | España | 24 - 19 | Chile |  |  |

| 27 de febrero | Kenia | 29 - 12 | Estados Unidos |  |  |

| 27 de febrero | Argentina | 31 - 5 | Chile |  |  |

| 27 de febrero | Portugal | 5 - 49 | Estados Unidos |  |  |

| 27 de febrero | España | 17 - 19 | Kenia |  |  |

#### Segundo día
| 28 de febrero | Argentina | 28 - 0 | Estados Unidos |  |  |

| 28 de febrero | Kenia | 15 - 5 | Chile |  |  |

| 28 de febrero | España | 31 - 5 | Portugal |  |  |

| 28 de febrero | Argentina | 36 - 19 | Kenia |  |  |

| 28 de febrero | Chile | 0 - 17 | Portugal |  |  |

| 28 de febrero | España | 10 - 26 | Estados Unidos |  |  |

## Fase Final

### Final quinto puesto
| 28 de febrero | Portugal | 19 - 33 | Chile |  |  |

### Final tercer puesto
| 28 de febrero | Estados Unidos | 21 - 27 | España |  |  |

### Final
| 28 de febrero | Argentina | 45 - 7 | Kenia |  |  |

| Bandera de Argentina |
| Campeón Argentina    |
| Segundo título       |